# Lepturopetium marshallense
Lepturopetium marshallense là một loài thực vật có hoa trong họ Hòa thảo. Loài này được Fosberg & Sachet mô tả khoa học đầu tiên năm 1982 publ. 1984.